# بيتر اسموسين
بيتر اسموسين (بالدنماركية: Peter Asmussen)‏ (و. 1957 – 2016 م) هو روائي، وكاتب سيناريو، وكاتب مسرحي دنماركي، ولد في فريدريكسبرج، توفي عن عمر يناهز 59 عاماً.

## جوائز
حصل على جوائز منها:

Danish Dramatics' Honorary Award ‏ (2000)

## وصلات خارجية
- بيتر اسموسين على موقع IMDb (الإنجليزية)
- بيتر اسموسين على موقع قاعدة بيانات الأفلام العربية
- بيتر اسموسين على موقع ألو سيني (الفرنسية)
- بيتر اسموسين على موقع ميوزك برينز (الإنجليزية)
- بيتر اسموسين على موقع أول موفي (الإنجليزية)
- بيتر اسموسين على موقع قاعدة بيانات الأفلام السويدية (السويدية)
- بيتر اسموسين على موقع قاعدة بيانات الفيلم (الإنجليزية)
- بيتر اسموسين على موقع كينوبويسك (الروسية)